# Артёменко, Павел Данилович
Павел Данилович Артеменко (12 июля 1896 года, хутор Тополи, Харьковская губерния, ныне Двуречанский район, Харьковская область — 26 августа 1950 года, Москва) — советский военачальник, Генерал-майор (4 июня 1940 года). Попал в плен во время Великой Отечественной войны, после возвращения из плена репрессирован. Реабилитирован посмертно.

## Начальная биография
Павел Данилович Артеменко родился 12 июля 1896 года на хуторе Тополи Харьковской губернии ныне Двуречанского района Харьковской области.
После окончания четырёхклассной церковно-приходской школы работал на паркетной фабрике.

## Военная служба

### Первая мировая и гражданская войны
В 1914 году был призван в ряды Русской императорской армии и был направлен на учёбу в трёхмесячную учебную команду при 232-м запасном пехотном полку, после окончания которой в чине младшего унтер-офицера был направлен 699-й Саровский пехотный полк и принимал участие в боевых действиях на Западном фронте. В 1917 году унтер-офицер Артеменко покинул полк и вернулся на родину.
Активный участник Гражданской войны. В ноябре 1917 года Артеменко вступил в Сумской партизанский отряд, после чего принимал участие в боевых действиях на Украине против германских войск и гайдамаков в районе Бахмача.
В мае 1918 года вступил в ряды Красной Армии, после чего служил в Группе войск Сумского направления на должностях старшины 1-го пограничного отряда и начальника конной разведки Сумского уездного военкомата, с апреля 1919 года — помощника начальника пулеметной команды 38-го Украинского полка, а затем — командира взвода 1-го стрелкового полка Сумской крепостной бригады.
С июля 1919 года принимал участие в боевых действиях на Южном фронте, находясь на должностях помощника начальника и начальника пулемётной команды 369-го стрелкового полка 123-й бригады (41-я стрелковая дивизия). Участвовал в оборонительных боевых действиях против войск под командованием генерала А. И. Деникина на реке Псел, в районах городов Суджа, Глухов, Обоянь, Севск и в Орловско-Курской наступательной операции.
В сентябре 1919 года Павел Данилович Артеменко в бою у села Камышловка (Харьковская губерния) был ранен. С декабря того же года принимал участие в наступлении Южного фронта и освобождении Ахтырки, Харькова, Полтавы, Павлограда, Синельникова, а также в боевых действиях против вооруженных формирований под командованием Н. И. Махно в районе города Александровск.
Весной и летом 1920 года во время советско-польской войны принимал участие в ходе боевых действий в Подольской губернии и Галиции, а осенью — в боевых действиях против вооруженных формирований под командованием Ю. О. Тютюнника и Ю. Мордалевича на территории Украины.

### Межвоенное время
В 1922 году закончил повторный курс при штабе 44-й стрелковой дивизии.
После окончания боевых действий бригада и дивизия были преобразованы соответственно в 3-й кадровый, а затем в 263-й стрелковый полк, и 41-ю отдельную кадровую стрелковую бригаду, затем в 396-й стрелковый полк в составе 132-й стрелковой бригады (44-я стрелковая дивизия, Украинский военный округ). В составе полка Артеменко исполнял должности начальника, помощника начальника, вновь начальника пулемётной команды, начальника полковой школы.
С августа 1927 года после окончания Киевской объединенной военной школы служил в составе 285-го стрелкового полка (95-я стрелковая дивизия, Украинский военный округ) на должностях командира пулемётной и стрелковой рот, исполняющего должность командира батальона, командира и политрука роты, начальника полковой школы.
В 1931 году окончил курсы усовершенствования комсостава «Выстрел».
В ноябре 1933 года Артеменко был назначен на должность командира 283-го, в апреле 1937 года — на должность 285-го стрелкового полка, в августе того же года — на должность командира 95-й стрелковой дивизии (Киевский военный округ), а в августе 1939 года — на должность командира 27-го стрелкового корпуса.
В 1941 году окончил курсы усовершенствования командного состава при Академии Генерального штаба РККА.

### Великая Отечественная война
С началом войны генерал-майор П. Д. Артеменко находился на прежней должности. Корпус под его командованием принимал участие в боевых действиях в составе Юго-Западного фронта. В августе 1941 года был назначен на должность заместителя командующего 37-й армией по тылу, после чего принимал участие в ходе Киевской оборонительной операции, во время которой армия попала в окружение. В сентябре 1941 года армия предприняла попытку прорыва из окружения, в ходе которого 27 сентября генерал-майор Артеменко попал в плен.
Первоначально содержался в лагере для военнопленных в городе Владимире-Волынском, а затем был переведён в Германию, где содержался в концлагерях № 73 (Нюрнберг) и № 35 (Вейсенберг), где приобрёл дистрофию.
Военным трибуналом Юго-Западного фронта 10 апреля 1942 года Артеменко был осуждён заочно по ст. 58, п. 1 «б» УК РСФСР («измена Родине военнослужащими») и приговорён к высшей мере наказания с конфискацией имущества.
29 апреля 1945 года Артеменко был освобождён из плена американскими войсками. После чего был переправлен в Париж и передан советской военной миссии по репатриации. 26 мая 1945 года был доставлен в Москву, где проходил с другими освобождёнными из плена генералами проверку в органах НКВД. 29 декабря 1945 года Артеменко был арестован и в декабре 1946 года приказом Главного управления кадров НКО был уволен из РККА по ст. 44, п. «в».
Обвинялся в том, что не обеспечил руководство войсками корпуса, вследствие чего они были разгромлены, в сдаче в плен противнику без сопротивления, в выдаче противнику сведений, составляющих военную тайну, в клевете на Советское правительство и в пораженческих настроениях.
Определением Военной коллегии Верховного суда СССР от 2 августа 1950 года приговор Военного трибунала Юго-Западного фронта был отменён, и дело Артеменко было направлено на новое расследование, после которого был повторно осуждён Военной коллегией Верховного суда СССР 26 августа 1950 года и приговорён к высшей мере наказания. В тот же день расстрелян, захоронен на Донском кладбище Москвы.
По заключению Главной военной прокуратуры от 9 февраля 2001 года обвинение и осуждение Павла Даниловича Артеменко было признано законным, однако уже 16 декабря 2004 года был реабилитирован.

## Воинские звания
- Полковник (24 декабря 1935 года);
- Комбриг (22 февраля 1938 года);
- Комдив (4 ноября 1939 года)[1];
- Генерал-майор (4 июня 1940 года).

## Награды
- Два ордена Красного Знамени (22.02.1938[7], 22.02.1941[8][9])
- Юбилейная медаль «XX лет Рабоче-Крестьянской Красной Армии» (22.02.1938)